# Gram Lergrav
Gram Lergrav er en geologisk interessant lokalitet, der ligger i Gram Storskov nord for Gram. Her findes det såkaldte Gram-ler, en glimmerler fra den yngre del af Miocæn tid, som tidligere blev indvundet til teglfremstilling.
Der findes mange fossiler i leret, f.eks. hvaler, snegle, muslinger, søpindsvin, krabber, hajtænder og øresten fra fisk.
Besøgende har adgang til selv at lede efter fossiler og må tage de mest almindelige typer med sig derfra. I 2016 blev tre af de besøgendes fund anerkendt som danekræ, hvoraf de to betegnes som unikke.
Ved siden af lergraven ligger Gram Lergrav – Palæontologi, som hører under Museum Sønderjylland. Udstillingen fremviser fossiler fra Gram Lergrav og beretter om landsdelen, da den lå under vand for ti millioner år siden.
- Lergraven set fra den sydlige ende
- Skrænten til højre er der hvor man må grave
- Trappe anlagt i foråret 2021 ned ad skrænten til gravepladsen